# Фридрих I фон Даун-Дом
Фридрих I фон Даун-Дом (на немски: Friedrich I, Herr zu Daun & Dohm; * ок. 1248; † сл. 1323/1331) е благородник от фамилията фон Даун и господар на Дом.

## Произход
Той е син на Теодерих (Дитрих) фон Даун († 1287) и съпругата му Кунигунда († сл. 1262). Брат е на Конрад фон Даун († 1287), духовника Дитрих (Теодерих) фон Даун († 1309), абат Арнолд фон Даун († сл. 1278) и Хайнрих фон Даун († сл. 1287). Внук е на Хайнрих I фон Даун († 1222) и правнук на Рихард III фон Даун († сл. 1189). Племеник е на Рихард фон Даун († 1257), епископ на Вормс (1247 – 1257) и Хайнрих фон Даун († 1319), епископ на Вормс (1318 – 1319).

## Фамилия
Фридрих I фон Даун се жени пр. 10 юли 1278 г. за Агнес фон Еш-Залм († 1312). Те имат две дъщери:
- Агнес фон Даун († сл. 1331), омъжена пр. 23 юни 1312 г. за Дитрих II фон Рункел (* ок. 1269, Рункел; † между 15 април и 10 септември 1352)
- Кунигунда фон Даун († 1339), омъжена пр. 23 юни 1312 г. за Хайнрих фон Пирмонт († сл. 1327)